# 人間時人
《人間時人》（韓語：인간, 공간, 시간 그리고 인간）是2018年金基德導演的韓國電影。遊輪上的各種乘客發現人類社會不存在了，野蠻的獸行逐漸替代了人類文明。

## 劇情
一艘改作遊輪的舊軍艦失聯了。乘客來自不同社會背景，包括船長、參議員和他的兒子、年輕情侶、三名妓女、幫派流氓、以及一名老啞巴等。一開始人們還認為能回歸正常，因此人類社會秩序尚存，參議員和他的兒子在流氓的簇擁下得到了更好的住宿和飲食。不公引發了新婚夫婦的反感，丈夫被殺並扔進海裡，女人被參議員和流氓強姦。
慢慢人們發現遊船竟然浮在高空，人類社會不存在了。乘客們開始搶奪有限的資源。幫派流氓穿上了軍服，在參議員領導下控制了飛船，並用赤裸暴力迫使所有人屈從。啞巴老人默默地收集泥土和人肉，在角落種植。一次次互相殘殺後，只有被強姦的女人夏娃幸存下來。兒子長大了，摸向了夏娃的大腿...

## 角色
- 夏娃 藤井美菜飾
- 參議員兒子 (亚当) 张根硕饰
- 流氓頭子 柳承範饰
- 參議員 李成宰飾
- 老啞巴 安聖基飾
- 夏娃男友 小田切让饰
- 船長 成基尹飾